# جيمس فالك
جيمس فالك (بالإنجليزية: James Falk)‏ هو فنان تنصيبي أمريكي، ولد في 1 مايو 1954 في بيتسبرغ في الولايات المتحدة.